# RTE (entreprise)
Pour les articles homonymes, voir RTE et Réseau de transport d'électricité.
Ne doit pas être confondu avec Enedis, autre filiale d'EDF s'occupant de la distribution d'électricité
Pour le réseau de transport de gaz, voir NaTran et Teréga.
RTE, sigle du Réseau de transport d'électricité, est le gestionnaire du réseau public de transport d'électricité haute tension en France métropolitaine. Il s'agit d'une filiale d'EDF. 
RTE fait partie du Réseau européen des gestionnaires de réseau de transport d’électricité (ENTSO-E), organisation qui regroupe les gestionnaires de réseaux de transport à haute et très haute tension de 35 pays. Elle découle de la fusion le 1er juillet 2009 de l'UCTE, de BALTSO, de NORDEL, d'ATSOI et d'UKTSOA.
Les réseaux de ces sociétés desservent, via les réseaux de distribution, une population d'environ 500 millions de personnes. Ils se décomposent en cinq grands systèmes synchrones : l'Europe continentale (à laquelle est rattachée la Turquie), les pays baltes, les pays nordiques, l'Irlande et la Grande-Bretagne.
Les réseaux à basse et moyenne tension françaises ne sont pas du ressort de RTE. Elles sont exploitées par des gestionnaires de réseau de distribution (GRD). Le plus gros, servant 95 % des usagers, est Enedis (anciennement ERDF), filiale d'EDF, le reste est desservi par les GRD rattachés à plus d'une centaines d'entreprises locales de distribution (ELD), dont les plus importantes en nombre d'usagers sont Électricité de Strasbourg, l'Usine d'électricité de Metz, Sorégies dans la Vienne, Séolis dans les Deux-Sèvres et GEG à Grenoble.

## Historique

### 2000 - 2004: création de RTE
Dans le cadre de la mise en concurrence du marché de l'électricité (comme le marché du gaz) portée par la Commission européenne, la directive européenne no 96/92/CE de décembre 1996 impose une séparation de gestion des entités chargées du transport ou de la distribution d'électricité des entités chargées d'autres activités liées au système électrique (production, fourniture...).
La loi du 10 février 2000 transpose en droit français cette obligation en instituant RTE en tant que gestionnaire de réseau de transport. RTE est alors un service d'EDF nommé "EDF Transport", indépendant d'un point de vue comptable, financier et managérial. En mai 2000, André Merlin est nommé directeur de RTE. RTE est chargé de l'entretien et du développement du réseau de transport mais aussi de l'équilibre offre-demande du système électrique français.
Dans les premières années de son existence, RTE contribue ainsi à l'ouverture du marché français de l'électricité à la concurrence, y compris en ce qui concerne la résolution des écarts entre la prévision et les réalisations de production et de consommation avec l'introduction d'un premier mécanisme de marché pour l'équilibre offre-demande en 2000. En 2001, RTE participe à la création de Powernext, première bourse de l'électricité à opérer en France. En 2003, RTE lance le mécanisme d'ajustement, permettant à tous les producteurs européens de proposer des offres activables par RTE pour l'équilibre offre-demande en respectant l'ordre de mérite.
En parallèle de ces évolutions de marché, RTE lance un programme de sécurisation mécanique à la suite des  tempêtes de fin décembre 1999, achevé en 2017 pour un montant de 2,4 milliards d'euros. Son objectif est de renforcer les infrastructures pour résister à des vents équivalents à ceux de 1999.

### 2004 - 2016: filialisation de RTE
La loi du 9 août 2004 conduit à une séparation juridique entre RTE et EDF. Ainsi, le 1er septembre 2005, RTE devient une société anonyme, à conseil de surveillance et directoire, à capitaux publics. Elle est alors une filiale d'EDF, c'est-à-dire détenue à 100% par le groupe. Le décret du 30 août 2005 approuve les statuts de cette société dénommée « RTE EDF Transport ». Elle utilise la marque commerciale « Réseau de Transport d'Électricité » ou le sigle « RTE ». André Merlin est nommé président du directoire le 9 septembre 2005.
À partir de 2006, RTE et ses homologues TenneT, aux Pays-Bas, et Elia, en Belgique, développent un couplage des bourses d'électricité des trois pays et de la gestion des réservations des interconnexions afin de simplifier les échanges commerciaux transfrontaliers,.
En 2007, Dominique Maillard lui succède à la présidence du Directoire. Il est reconduit à ce poste en 2010.
La coopération opérationnelle entre gestionnaires de réseau européens s'accroît encore début 2009, par le lancement de Coreso (Coordination of Electricity System Operators), centre de coordination commun entre RTE, Elia (Belgique), National Grid (Royaume-Uni), 50hz Transmission GmbH (un des quatre gestionnaires de réseau de transport allemands et également filiale d'Elia) et TERNA (Italie) pour renforcer la sécurité électrique du centre-ouest de l'Europe.
En janvier 2012, la raison sociale de RTE est modifiée en application des dispositions du Code de l'énergie, à la demande de la Commission européenne et de la Commission de régulation de l'énergie (CRE) : « RTE EDF Transport » est remplacé par l'unique appellation « RTE Réseau de transport d'électricité ».
En mai 2013, RTE met en service la liaison Cotentin-Maine, une ligne aérienne 400 kV longue de 163 kilomètres et composée de 414 pylônes électriques entre les régions de Saint-Lô et Rennes, ce qui en fait alors la plus longue ligne aérienne à très haute tension construite en France depuis 20 ans. Avec une capacité de transit de 2000 MW, l'objectif de ce projet est de permettre l'évacuation électrique de l'EPR de Flamanville alors toujours en construction mais aussi la sécurisation de l'approvisionnement électrique de la région Bretagne. Si le projet est lancé dès 2006, les travaux ne commencent qu'en 2012 après 6 ans de concertation et sont marqués par des actions de blocage menées par des opposants au projet et des déboulonnages, au motif notamment d'inquiétudes sur les effets de la THT sur la santé humaine,.
En 2015, RTE inaugure une nouvelle interconnexion électrique entre la France et l'Espagne avec son homologue espagnol Red electrica (sous le nom d'Interconnexion électrique France-Espagne Baixas - Santa Llogaia). Cette interconnexion prend la forme d'une liaison souterraine à courant continu d'une puissance de 2000 MW. Avec ses 65 kilomètres, ce projet est alors la plus longue liaison souterraine à ce niveau de puissance, ainsi que la première interconnexion électrique construite entre la France et l'Espagne depuis 1982.
Fin 2015, lorsque Dominique Maillard atteint l'âge maximal lié à ses fonctions, François Brottes est nommé à la tête de RTE pour le remplacer,.

### 2016: cession partielle de RTE
En juillet 2016, EDF annonce qu'elle va vendre 49,9 % de RTE à un consortium associant la Caisse des dépôts et consignations et CNP Assurances, valorisant RTE dans son ensemble à 8,45 milliards d'euros,. Le 31 mars 2017, cette cession partielle est officialisée et effective,.
En 2020, François Brottes atteint à son tour la limite d'âgé liée à ses fonctions et est remplacé à la tête de RTE par Xavier Piechaczyk, qui en était alors directeur général adjoint depuis 2016.
Le développement des interconnexions entre la France et ses voisins européens par RTE se poursuit dans les années 2020. En 2021, RTE et National Grid lancent l'interconnexion électrique IFA2 entre la France et l'Angleterre, une liaison sous-marine de 200 km sous la Manche. En 2023, RTE et son homologue italien Terna mettent en service l'interconnexion électrique Savoie-Piémont, une ligne souterraine de 190 kilomètres et de 1200 MW entre la France et l'Italie,.

## Statut & Missions

### Cadre juridique
RTE est une société anonyme et le gestionnaire de réseau de transport d'électricité pour la France continentale, au sens de la directive 2003/54/CE de l'Union Européenne. RTE est  à la fois chargé de la gestion :
- de l'infrastructure du réseau (construction, exploitation et maintenance) ;
- du système électrique (gestion prévisionnelle de l'équilibre production consommation à tous les échelons de temps de l'annuel au temps réel).

Cette organisation intégrée, parfois appelée GRT lourd, par opposition à un GRT léger qui ne comprendrait que la partie système, est la plus répandue en Europe,, et certains pays comme l'Italie qui avait initialement séparé les deux fonctions sont revenus sur cette position. Il existe des exceptions peu nombreuses, la plus notable étant aux États-Unis.

En plus du corpus juridique européen, les activités de RTE sont encadrées par différents textes à l'échelle nationale, rappelés dans le contrat de service public signé entre l'Etat et RTE :
L’action de RTE est, en premier lieu, encadrée par un corpus juridique national et européen :
- Le corpus juridique français, notamment le code de l’énergie, précise le statut de l’entreprise, son fonctionnement et ses missions et ajoute des exigences techniques au cadre européen ;
- Le cahier des charges de la concession du réseau public de transport de l’électricité fixe les grandes missions incombant à RTE ;
- La programmation pluriannuelle de l’énergie (PPE) et la stratégie nationale bas-carbone (SNBC) approuvées par décret définissent les objectifs de politique générale dans le secteur de l’énergie.

### Missions de service public
Selon le code de l'énergie, les missions principales de RTE sont les suivantes :
- Exploiter et entretenir le réseau public de transport d'électricité, y compris en raccordant de nouveaux clients, producteurs ou consommateurs ;
- Assurer à tout instant l'équilibre des flux d'électricité sur le réseau ainsi que la sécurité, la sûreté et l'efficacité de ce réseau, en tenant compte des contraintes techniques pesant sur celui-ci.

Les missions de RTE incluent aussi l'élaboration des schémas régionaux de raccordement au réseau des énergies renouvelables, la numérisation du réseau de transport d'électricité, la compensation des pertes liées à l'acheminement de l'électricité.

Par ailleurs, RTE est engagé avec l'État par un contrat de service public depuis 2005, d'abord dans le cadre du contrat de service public du groupe EDF, puis avec un contrat direct entre l'Etat et RTE depuis 2017, ce dernier ayant été renouvelé en 2022. Ce contrat précise des orientations pour RTE :
Il s’inscrit dans un contexte de profonde transformation du système électrique dans lequel RTE doit renouveler le réseau de transport d’électricité et l’adapter aux évolutions du mix énergétique, dans une logique d’optimisation des coûts et des délais et d’impact environnemental réduit et compensé. RTE doit disposer des leviers nécessaires pour exploiter le réseau de transport et piloter un système électrique de plus en plus complexe, dans une Europe interconnectée. Enfin, RTE doit consolider son rôle « d’éclaireur » à travers ses études de référence sur les évolutions du système énergétique, qui résultent à la fois de ses obligations légales et des sollicitations nouvelles des pouvoirs publics.
Enfin, RTE a défini en conséquence trois objectifs dans sa raison d'être :
Fort de son réseau et investi dans sa mission de service public, essentielle pour la vie de notre pays, RTE œuvre à chaque seconde pour garantir dans la durée l’accès à une électricité décarbonée.
Les femmes et les hommes de RTE s’engagent avec exigence et passion pour réussir la transition énergétique à l’échelle locale, nationale et européenne en poursuivant trois ambitions :
- Optimiser le système électrique français, en conjuguant l’efficience, la solidarité et l’environnement,
- Opérer la transition énergétique par l’innovation et la transformation de notre infrastructure industrielle au bénéfice de nos clients et des acteurs territoriaux,
- Éclairer les décisions des pouvoirs publics, les choix des territoires et des citoyens, par notre expertise et notre sens de l’anticipation.

### Organisation financière
Depuis 2016, RTE appartient à la Coentreprise de transport d'électricité (CTE), elle-même détenue à 50,1% par le groupe EDF, à 29,9% par la Caisse des dépôts et à 20% par CNP Assurances.
RTE est en situation de monopole régulé, sous le contrôle de la Commission de Régulation de l'Energie (CRE). Les missions de service public de RTE sont donc financées par le tarif d'utilisation du réseau public d'électricité (TURPE), proposé pour des périodes de 4 ans par la CRE et soumis à l'approbation du ministre de l'Industrie.
RTE est par ailleurs le propriétaire du réseau public de transport d’électricité dont la longueur cumulée atteint 100 000 kilomètres environ.

## Réseau de transport d'électricité

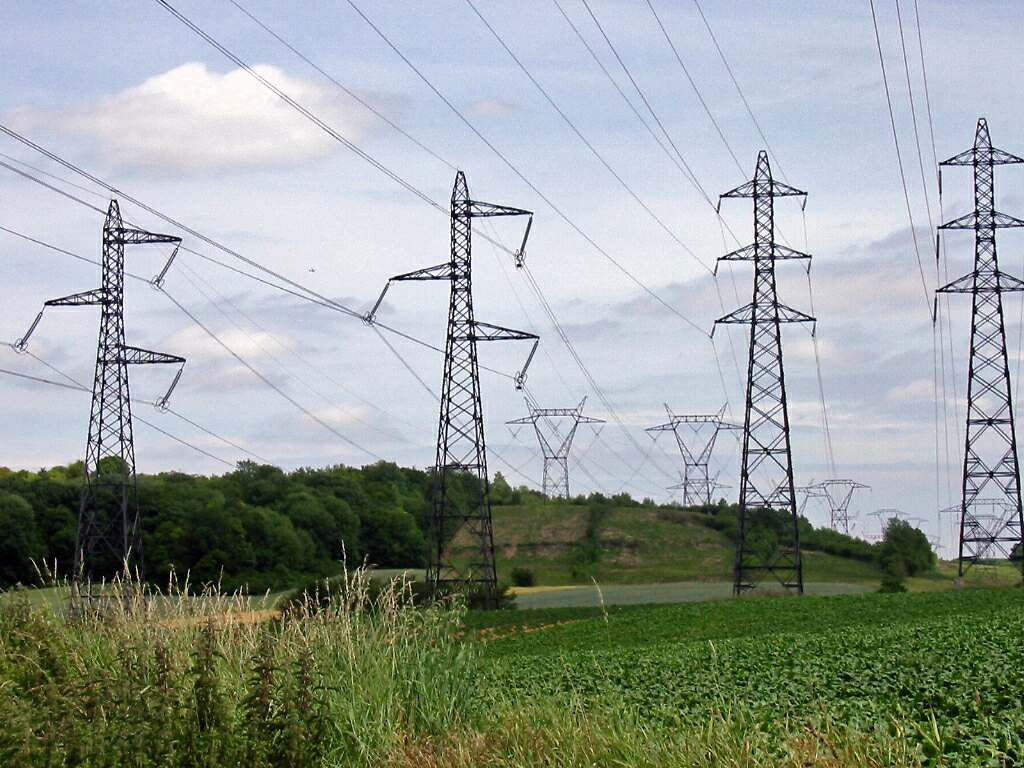
Lignes à haute tension.

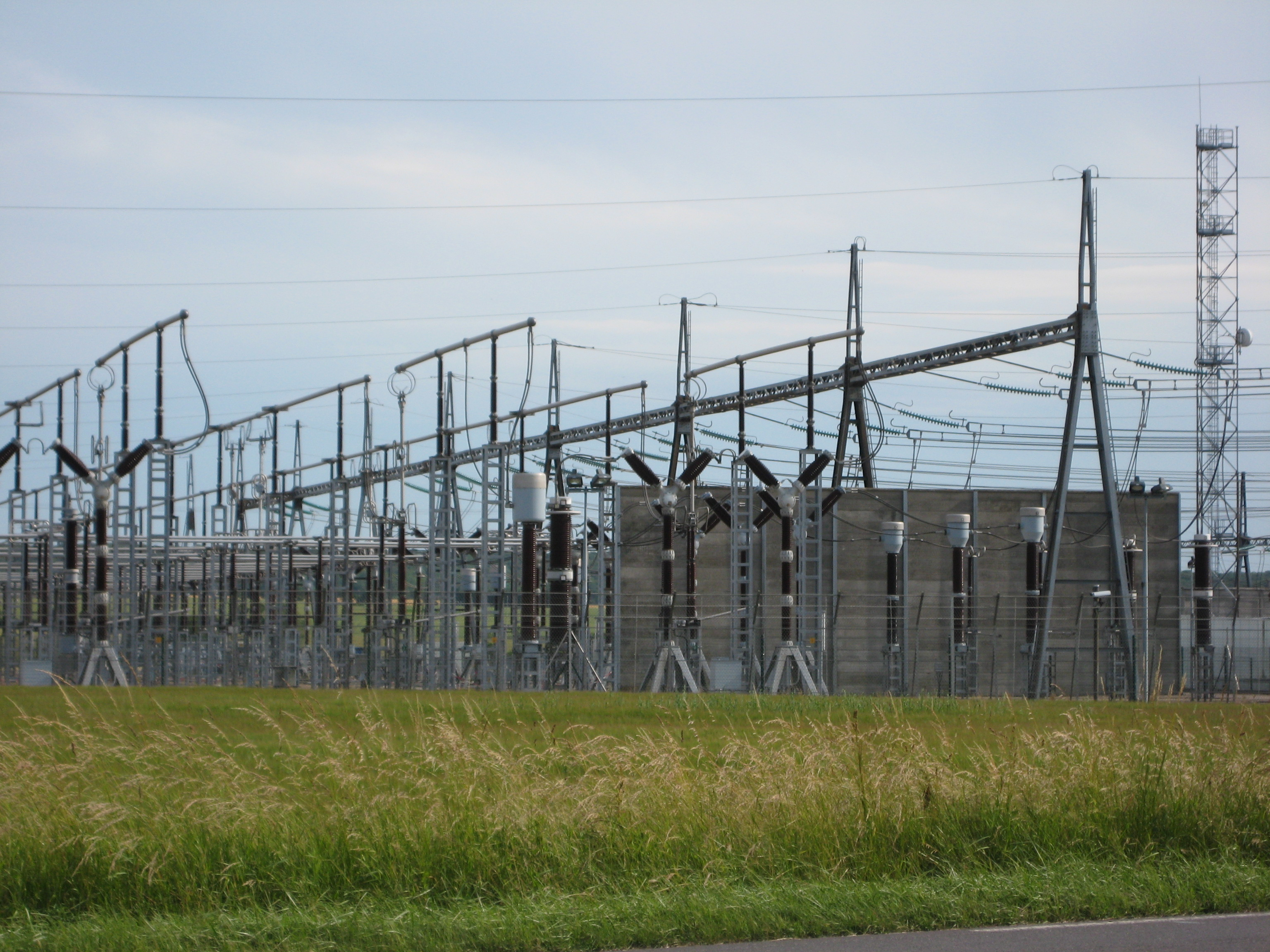
Poste haute tension.

### Interconnexion avec les autres pays
En 2023, les 50 interconnexions entre la France et les pays voisins sont assurées par 17 lignes de 400 kV, 14 lignes de 225 kV, 5 lignes 150 kV, 3 lignes 90 kV et 6 lignes 63 kV, auxquelles s'ajoutent les interconnexions à courant continu : IFA, IFA-2 et Eleclink, qui relient la France à l'Angleterre, INELFE Baixas-Santa Llogaia, qui relie la France et l'Espagne et Savoie-Piémont, qui relie la France et l'Italie. La Corse ne fait pas partie du réseau géré par RTE, elle est reliée à l'Italie par l'interconnexion à courant continu SACOI.
Un réseau interconnecté permet de mieux absorber les nouveaux producteurs décentralisés et leur production intermittente (éoliens, photovoltaïques, piles à combustible de la filière hydrogène...).

## Activités principales

### Gestion du réseau de transport d'électricité
La loi du 10 février 2000 a attribué à RTE, en tant que gestionnaire du réseau de transport français, la responsabilité de la sûreté du système électrique, définie comme l'aptitude à :
- assurer le fonctionnement normal du système électrique ;
- limiter le nombre des incidents et éviter les grands incidents[53] ;
- limiter les conséquences des grands incidents lorsqu'ils se produisent[54].

RTE fait un point annuel à l'aide du Mémento de la sûreté  et du bilan annuel de la sûreté du système électrique français,.
Pour que le réseau fonctionne à une fréquence stabilisée autour de 50 Hz, les groupes de production doivent à chaque instant adapter leur production à la puissance appelée par les consommateurs. Bien qu'une partie de ce réglage s'effectue directement au niveau de la centrale électrique, une autre partie est nécessairement gérée au niveau national par un dispatching national.

### Gestion de l'équilibre entre la production et la consommation
L'électricité étant difficile à stocker à grande échelle et à coût compétitif, RTE doit assurer en permanence l'équilibre entre la production et la consommation d'électricité.
Lorsque cet équilibre se rompt, RTE dispose de réserves de puissance classées en trois catégories :
- la réserve primaire, d'un niveau de 3 000 MW au niveau européen, est constituée par appel d'offres auprès des acteurs (producteurs ou consommateurs) du réseau. Cette réserve est mise en œuvre automatiquement dans un délai maximal de 30 secondes en cas de rupture de l'équilibre sur le réseau ;
- la réserve secondaire, d'un niveau compris entre 500 MW et 1 000 MW en France, est constituée par appel d'offres auprès des acteurs du réseau (producteurs ou consommateurs). Elle est également mise en œuvre automatiquement en quelques minutes, dans le pays à l'origine de la rupture d'équilibre (de 1 à 5 minutes environ pour la France, suivant l'importance de ce déséquilibre) ;
- la réserve tertiaire ou mécanisme d'ajustement. Sa mobilisation n'est pas automatique et intervient soit lorsque les réserves primaire et secondaire n'ont pas suffi à rétablir l'équilibre, soit pour reconstituer celles-ci.

Le mécanisme d'ajustement est ouvert à tous les producteurs et consommateurs, essentiellement français. Il comprend plusieurs types d'offres :
- la réserve rapide doit être mobilisable en moins de 13 minutes et la réserve complémentaire en moins de 30 minutes. RTE contractualise en ce sens pour une réserve rapide de 1 000 MW et une réserve complémentaire de 500 MW. Les cocontractants sont sélectionnés par appel d'offres. Ils s'engagent à fournir la puissance contractualisée et reçoivent en échange une prime fixe ;
- RTE peut également conclure des contrats de réservation de puissance avec des consommateurs[60]. Sélectionnés également par appel d'offres et rémunérés par une prime, ces consommateurs s'engagent à « effacer » leur consommation, c'est-à-dire à réduire ou annuler leur consommation d'électricité lorsque le réseau est surchargé.

RTE sélectionne les offres susceptibles de répondre à son besoin, puis les active le moment venu en choisissant la moins coûteuse selon le principe de préséance économique.
De plus, les producteurs doivent mettre à la disposition de RTE leur puissance non utilisée.

### Prospective pour le réseau électrique
Sur la base d'études prospectives mondiales, européennes, nationales et locales, RTE doit préparer le réseau intelligent de demain et son financement, via un plan décennal d'évolution du réseau électrique français.
En septembre 2019, RTE a évalué ses besoins d'investissements financiers pour les 15 ans à venir (horizon 2035) à 33 milliards € (modernisation et interconnexions avec les pays riverains, adaptation aux énergies renouvelables...). Ceci correspond à 2 milliards d'euros investis par an, contre 1,3 milliard d'euros dans la décennie précédente. Les investissements seraient répartis en 13 milliards pour adapter le réseau, 8 milliards de renouvellement d’ouvrages, 7 milliards pour raccorder les énergies marines, 3 pour le numérique dans le réseau 2 pour les interconnexions avec pays riverains. RTE pourrait profiter de taux d'intérêt bas qui atténueront la part venant des factures d'électricité via le tarif d'utilisation du réseau public d'électricité (TURPE).
Pour atteindre la neutralité carbone, les énergies renouvelables variables comme l'énergie éolienne et solaire devraient devenir les principaux éléments constitutifs des systèmes électriques du monde entier. En janvier 2021, RTE et l'AIE (Agence internationale de l'énergie) publient un rapport commun sur les conditions d'un système électrique à forte part d’énergies renouvelables.
Faisant suite à une commande du ministère de la Transition écologique en 2019, RTE publie en octobre 2021 une étude visant à définir l’avenir du système électrique français en présentant six scénarios de mix énergétique en 2050, au proportions variables de nucléaire et d'énergies renouvelables
Ces modélisations vont d’une option 100 % d’énergie renouvelable à une option 50 % de nucléaire. Les trois premiers scénarios misent sur l’implantation des énergies renouvelables et un démantèlement progressif des centrales nucléaires. Les trois derniers scénarios envisagent une implantation des énergies renouvelables à un rythme moins soutenu, ce qui implique la création de nouveaux EPR,.
Dans ses comparaisons économiques des différents scénarios, RTE prend en compte aussi bien l'ensemble du cycle de vie de l'énergie nucléaire que le coût complet des énergies renouvelables : le caractère intermittent de ces énergies, les besoins en flexibilité, à savoir des unités de stockage (électrolyseurs pour produire de l'hydrogène ou batteries) ou encore le pilotage de la demande. La forte dispersion des centres de production d'électricité photovoltaïque ou éolienne nécessite le renforcement des réseaux de transport et distribution d'électricité par la construction de lignes, de postes, de transformateurs.
L’étude raisonne à partir des modèles du Groupe d’experts intergouvernemental sur l’évolution du climat (GIEC), c’est-à-dire en tenant compte des effets du réchauffement de la planète,.
Dans son rapport, RTE évoque trois trajectoires principales en matière de consommation : une trajectoire dénommée « sobriété » (moins de déplacements individuels au profit des mobilités douces et des transports en commun, moindre consommation de biens manufacturés, économie du partage, baisse de la température de consigne de chauffage, gestion de l'éclairage, recours à davantage de télétravail, sobriété numérique, etc., qui pourrait apporter entre 25 et 60 TWh d'économies par an à l'horizon 2035) correspondant à 555 TWh en 2050, une trajectoire dénommée « réindustrialisation profonde » (avec investissements dans les secteurs technologiques de pointe) correspondant à 752 TWh en 2050, et une trajectoire dénommée « médian » qui sert de « référence » (inspirée par la Stratégie nationale bas carbone, révisée en 2020 par le gouvernement) correspondant à 645 TWh en 2050. Les six scénarios présentés par RTE en octobre sont fondés sur la trajectoire de référence.
En 2021, l'étude prospective de RTE intitulée « Futurs énergétiques 2050 », portant sur différents scénarios, est rendue publique,.
The Shift Project publie son « Plan de transformation de l'économie française » dans lequel le système électrique devient « l'infrastructure énergétique majeure de demain ». Il prévoit une augmentation de la consommation d'électricité d'environ 20 % d'ici 2050. Il s'appuie sur le scénario volontariste N03 de RTE (54 % de nucléaire et 19 % de renouvelable en 2050), et va plus loin, puisqu'il définit une électricité décarbonée à hauteur de 27 % de la production, désignée par « reste à arbitrer » composée soit d'énergies renouvelables, en veillant à ne pas consommer de manière excessive les matériaux, soit de nucléaire additionnel.
En février 2022 à Belfort, Emmanuel Macron, le Président de la république, annonce une augmentation de 60 % de la production d'électricité, ce qui correspond au scénario extrême de RTE

## Activités connexes et filiales

### Arteria
Créée fin 2002, la filiale Arteria valorise les infrastructures télécoms de RTE, 3e réseau français[réf. souhaitée] avec 22 000 kilomètres de fibres optiques en 2014 et près de 250 000 pylônes électriques[réf. souhaitée]) auprès des collectivités territoriales (principalement les régions, les départements ou les communautés urbaines qui déploient des réseaux haut débit notamment avec des fibres optiques) et des opérateurs de télécoms tels que les fournisseurs d'accès à internet. Une vingtaine de départements ainsi que les principaux opérateurs historiques ou alternatifs tels que France Télécom, Free, Bouygues Telecom, SFR Collectivités, SFR, Axione ou Completel font transiter leurs flux de communications électroniques par les fibres optiques de RTE dont près de 7 000 km sont déjà louées[réf. souhaitée]. En mettant les pylônes électriques de RTE à disposition des opérateurs de téléphonie mobile, de TNT, WiMAX et maintenant de Wi-Fi. RTE et sa filiale Arteria contribuent à réduire les zones blanches et à mutualiser les points hauts et les pylônes existants. Orange, SFR, Bouygues Telecom, TDF et Numéo sont clients d'Arteria qui développe également une activité similaire dans les DOM et la Corse par le mandat que lui a confié la direction des systèmes énergétiques insulaires d'EDF.[réf. souhaitée] Depuis 2007, l'ARCEP a attribué une licence L 33-1 d'opérateur d'infrastructures à Arteria qui  lui permet de sortir des emprises de RTE et d'offrir des liaisons point à point à ses clients.[réf. souhaitée]

### INELFE
INELFE est une filiale créée entre RTE et RE pour construire une interconnexion électrique entre Baixas (Pyrénées-orientales) et Santa Llogaia d'Àlguema (province de Gérone, Catalogne espagnole). Cette double ligne souterraine de 64,5 km inaugurée en février 2015 est en courant continu (320 kV).
Une deuxième interconnexion électrique en courant continu est en construction par INELFE à l'ouest de la frontière France-Espagne à travers le golfe de Gascogne.

### Airtelis
Airtelis est une filiale réalisant des travaux héliportés. Elle possède deux hélicoptères de type Super Puma EC225 et réalise des travaux sur les réseaux électriques et les grandes infrastructures.
Durant l'été 2020 ces deux machines ont été louées à la Sécurité Civile.

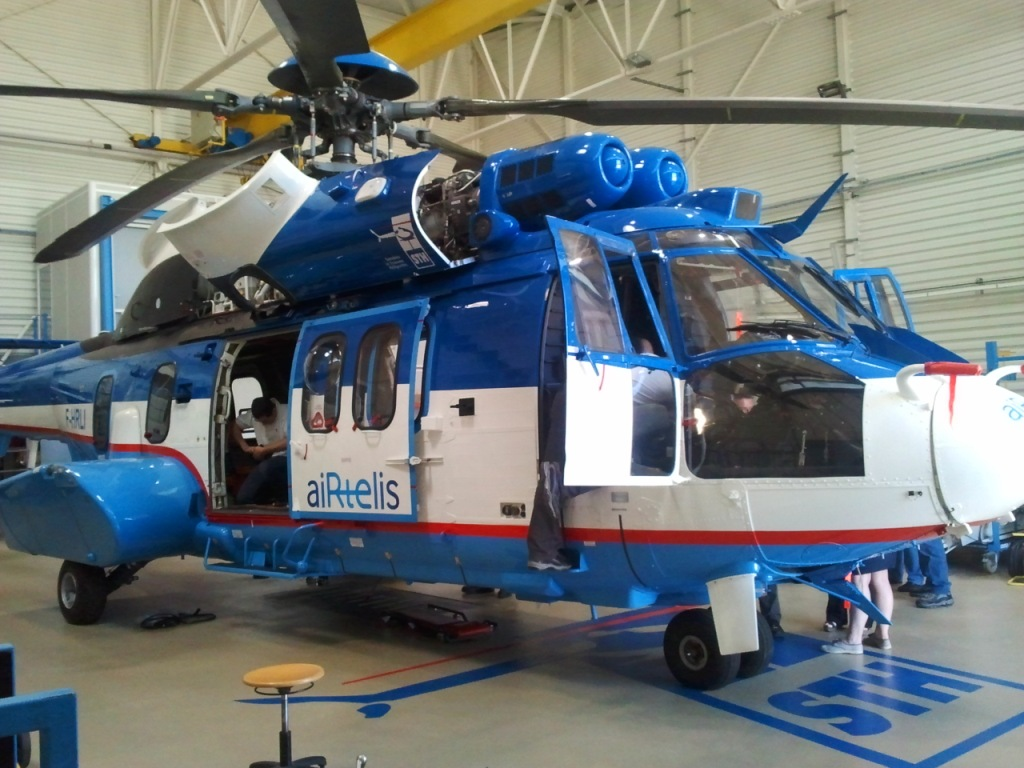
Révision hélicoptère Airtelis

### La Fondation RTE
RTE a créé en 2008 la Fondation RTE, sous l'égide de la Fondation de France. Elle a pour but de promouvoir le développement durable et l'équilibre entre les territoires français, et soutient tout particulièrement les actions de solidarité en milieu rural.
Pendant ses trois premières années de fonctionnement, la fondation a soutenu 137 projets en France, en distribuant près de 3 millions d'euros de subventions.

## Environnement
Les lignes électriques peuvent occasionner des impacts positifs ou négatifs sur les milieux naturels.
La problématique environnementale est intégrée au cœur des objectifs de RTE. Dans ce cadre, il a pris des engagements :
- réaliser en technique souterraine au moins 30 % des lignes haute tension à créer ou à reconstruire ;
- ne pas accroître la longueur totale des lignes aériennes en conditionnant la construction de nouvelles lignes aériennes au démontage d'une longueur équivalente de lignes existantes ;
- financer des plans d'accompagnement de projets qui représentent entre 8 et 10 % du coût total du projet pour les nouvelles lignes aériennes. Ces plans servent à financer les mesures esthétiques d'intégration visuelle, ou alors des mesures de développement durable.

Tous les gestionnaires de réseau se heurtent de plus en plus à des problèmes environnementaux qui freinent, voir empêchent totalement, la création de nouvelles lignes électriques (syndrome du NIMBY, « pas dans mon jardin », impacts sur le paysage, mais plus particulièrement impacts sanitaires des champs électromagnétiques (CEM)).

### Champs électromagnétiques
En effet, les impacts sur la santé des champs électromagnétiques (CEM) sont devenus un problème qui a donné lieu à de nombreuses études internationales depuis plus de trente ans, ainsi qu'à trois rapports ou avis officiels des services ou institutions de l'État en 2010,,. Ces avis de l'AFSSET, de l'Office parlementaire des choix technologiques, et de deux ministères feront certainement évoluer RTE quant au seuil de CEM retenu par le gestionnaire des réseaux très haute tension (seuil actuel de 100 microteslas, alors que tous ces services ou institutions suggèrent des seuils proche de 1 microtesla ou moins). RTE diffuse des informations sur les champs électromagnétiques et leurs effets.

### Gestion de la biodiversité sous les lignes
- RTE doit prendre en compte la protection, restauration et gestion de la biodiversité lors des études d'impacts et chantiers de construction ou entretien de lignes qui peuvent avoir des impacts négatifs sur l'environnement (collision des lignes avec les oiseaux en migration, électrocution d'oiseaux (Balbuzard pêcheur par ex).
- Les emprises des lignes électriques aériennes ou enterrées, ne peuvent accepter d'arbres adultes, mais elles peuvent constituer des lieux favorables au développement de la biodiversité, voire localement jouer un rôle de corridors naturels ou d'abri pour des espèces de milieux ouverts.
- Selon RTE, des inventaires naturalistes ont déjà détecté la présence de plus de 30 espèces végétales rares ou menacées sous les lignes haute-tension. Par une gestion différentiée et éventuellement restauratoire, RTE a annoncé vouloir préserver cette biodiversité[89],[90].
- Selon RTE, bien qu'ayant aussi des incidences négatives sur l'environnement, les emprises de lignes, quand elles sont bien gérées peuvent être favorables à la biodiversité, car le réseau de lignes maille le territoire, son emprise n'est propice ni à l’urbanisation, ni à l’industrialisation, et peut parfois jouer un rôle de corridors écologiques ou refuge pour des espèces ailleurs menacées.
- L'engagement volontaire de RTE en faveur de la biodiversité a été reconnu par le Ministère de la Transition écologique et solidaire : "Stratégie Nationale pour la Biodiversité (SNB)[91]

### Insertion des ouvrages dans les paysages
- Dans le cadre des accords signés avec l'État, RTE s'engage à rechercher volontairement la meilleure intégration du réseau existant et des nouveaux ouvrages dans leur environnement.
- RTE est partenaire de la chaire d'entreprise Paysage et Energie développée au sein de l'ENSP Versailles-Marseille[92].

## Résultats financiers
Tous les chiffres suivant sont donné en millions d'euros net à partir des résultats financiers de RTE.
| Années | Chiffre d'affaires | Résultat net | Dette  |
| ------ | ------------------ | ------------ | ------ |
| 2016   | 4 433              | 263          | 8 539  |
| 2017   | 4 620              | 258          | 8 882  |
| 2018   | 4 763              | 514          | 8 904  |
| 2019   | 4 792              | 573          | 9 338  |
| 2020   | 4 672              | 434          | 9 796  |
| 2021   | 5 186              | 527          | 9 702  |
| 2022   | 4 852              | 353          | 7 966  |
| 2023   | 6 053              | 292          | 10 409 |

## Gouvernance

### Conseil de surveillance
RTE est contrôlé par un conseil de surveillance de douze membres : 
- trois représentants d'EDF ;
- quatre représentants des salariés ;
- deux représentants de l'État nommés par décret ;
- deux représentants de la CDC ;
- un représentant de la CNP.

En 2013, Didier Mathus est nommé président du conseil de surveillance (organe représentant les actionnaires), fonction occupée jusqu'au début de l'année 2018. Xavier Girre, directeur exécutif groupe chargé de la direction financière groupe chez EDF, est nommé à ce poste le 19 avril 2018.

### Directoire
Le directoire de RTE est constitué de cinq membres :
- président : Xavier Piechaczyk, qui a succédé le 1er septembre 2020 à François Brottes ;
- membre : Thérèse Boussard ;
- membre : Clotilde Levillain ;
- membre : Laurent Martel ;
- membre : Sophie Moreau-Follenfant.

### Dirigeants
Depuis la création de RTE en 2000, plusieurs dirigeants se sont succédé à la tête de l'entreprise :
- mai 2000 à septembre 2005 : André Merlin, directeur de RTE qui est alors la division transport du groupe EDF ;
- septembre 2005 à mai 2007 : André Merlin, président du directoire de RTE après sa création en société anonyme ;
- 16 mai 2007 au 15 septembre 2015 : Dominique Maillard ;
- 15 septembre 2015 au 31 août 2020 : François Brottes.
- depuis le 1er septembre 2020 : Xavier Piechaczyk.

## Communication

### Identité visuelle
La raison sociale de RTE, fixée par décret, est « RTE Réseau de Transport d'Électricité », cependant, la société peut utiliser la marque commerciale « Réseau de Transport d'Électricité » et le sigle RTE, ce qu'elle fait généralement.
Selon le décret approuvant les statuts de RTE-SA , dans tous les actes et documents émanant de la société RTE et destinés aux tiers, la dénomination sociale doit toujours être suivie des mots écrits en toutes lettres « société anonyme » ou des initiales « SA ».
Le logo de l'entreprise a été modifié en 2010 puis en 2014.

Logo de 2000 à 2010.
Logo de 2010 à 2014.
Logo depuis 2014.

### Activité de lobbying

#### En France
RTE est inscrit comme représentant d'intérêts auprès de la Haute autorité pour la transparence de la vie publique. L'entreprise déclare à ce titre qu'en 2020, les coûts annuels liés aux activités directes de représentation d'intérêts auprès du Parlement sont compris entre 200 000 et 300 000 euros.

#### En Europe
RTE est inscrit depuis 2013 au registre de transparence des représentants d'intérêts auprès de la Commission européenne. Il déclare en 2019 pour cette activité des dépenses d'un montant compris entre 200 000 et 300 000 euros, et indique avoir perçu sur le même exercice 3 487 727 euros de subventions de la part des institutions de l'Union européenne.

### Émission de radio
- Xavier Piechaczyk, président du directoire de RTE, « Quel mix énergétique en 2050 ? » [audio], sur FranceInter.fr pour l'émission Le Téléphone sonne, entretien avec Fabienne Sintès, 25 octobre 2021 (consulté le 25 octobre 2021)